# Filippo Solari
Filippo Solari (Carona, 1400 circa – 1450 circa) è stato uno scultore italiano.

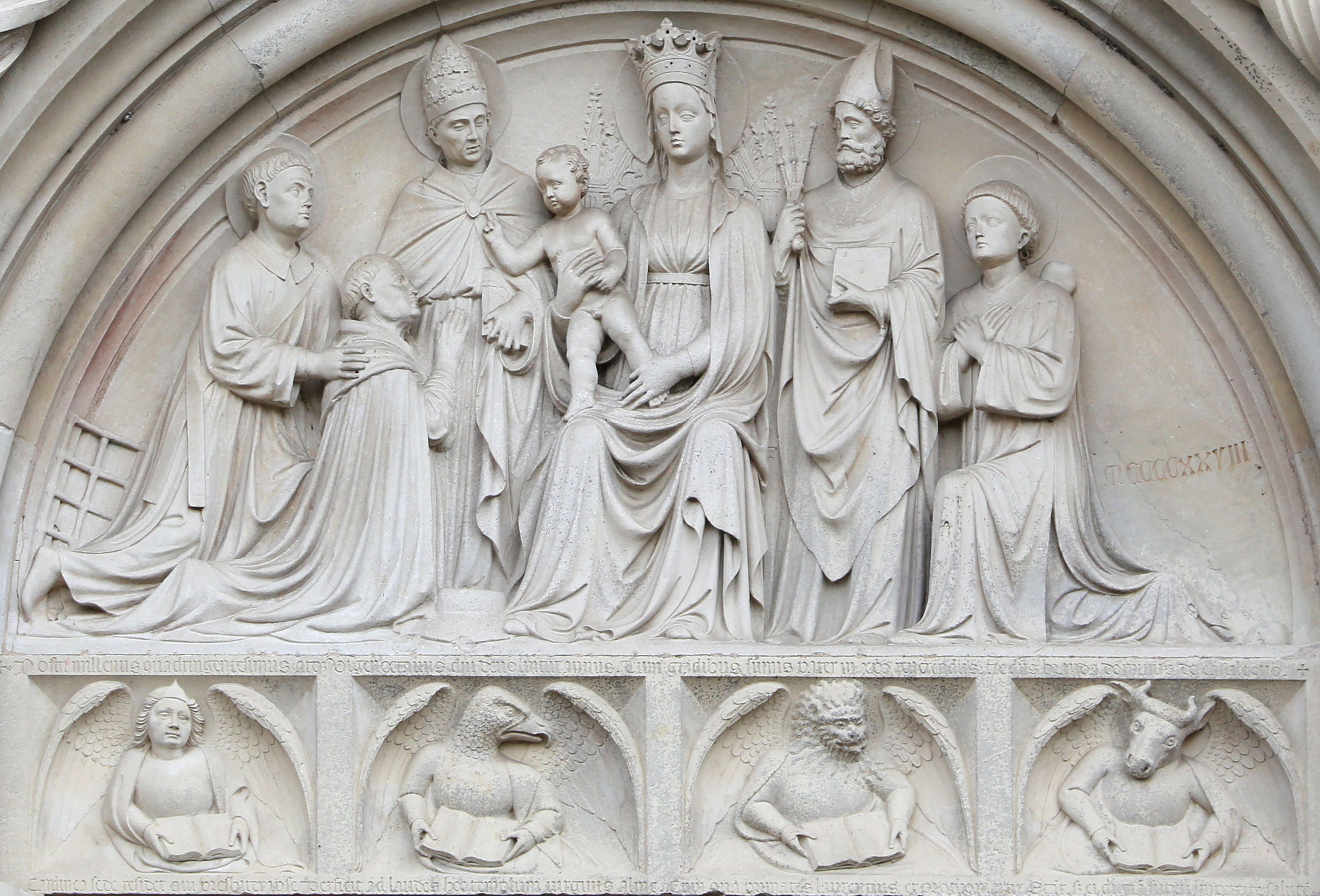
Madonna con bambino che benedice il cardinale Branda Castiglioni alla presenza dei ss. Lorenzo, Clemente, Ambrogio e Stefano, e il tetramorfo, 1428

Fra il 1420 e il 1450 fu importante maestro della scultura gotica dell'Italia settentrionale.

## Biografia
Si hanno scarse notizie biografiche dello scultore, originario di Carona, all'epoca in Lombardia, e imparentato con la famiglia di Pietro Solari, capostipite della celebre dinastia di scultori e architetti attivi a Milano e Pavia. Le sue opere maggiori si rinvengono a Venezia, Verona, Castiglione Olona (Varese), Milano, Genova. Operò spesso in collaborazione con il conterraneo Andrea da Ciona; insieme sono noti anche come "Maestri caronesi".
Nel corso del terzo decennio del Quattrocento fu impegnato con la bottega nei lavori a Castiglione Olona, sull’arredo scultoreo delle chiese e dei palazzi del borgo natale del potente cardinale Branda Castiglioni.
Per i Borromeo eseguì il monumento funerario originariamente posto in San Francesco Grande a Milano e poi rimontato nella cappella di palazzo Borromeo all'Isola Bella.

## Opere
- Ancona marmorea raffigurante Cristo in gloria tra i Santi Giovanni Battista e Margherita proveniente dalla chiesa di San Giovanni Battista di Savona e oggi nelle raccolte del Metropolitan Museum di New York, datata 1434 e firmata «Andreas de Giona»[2].
- A Venezia sono stati ricondotti alla paternità dei "maestri caronesi" alcuni capitelli del portico e della loggia dell'ala occidentale di palazzo ducale, eretta tra il 1424 e il 1435 circa;
- Fonte battesimale della chiesa di San Giovanni in Bragora;
- Statue della Madonna col Bambino e di San Francesco che coronano il portale maggiore della basilica dei Frari (attribuito);
- Monumento funebre di Giacomo Sacrati, già in San Domenico a Venezia, diviso tra il Museo di Casa Romei (Madonna col Bambino) e il Museo del duomo di Ferrara (i Santi Giacomo maggiore, Giorgio, Filippo e Antonio abate);
- Seppellimento di Cristo nella basilica veronese di Sant'Anastasia;
- Lunetta con la Madonna col Bambino, i Santi Lorenzo, Clemente, Ambrogio, Stefano e il committente Branda Castiglioni sul portale della collegiata dei Santi Lorenzo e Stefano a Castiglione Olona, 1428;
- L'elemosina di San Martino, datato 1436, nel Museo di Castelvecchio, Verona;

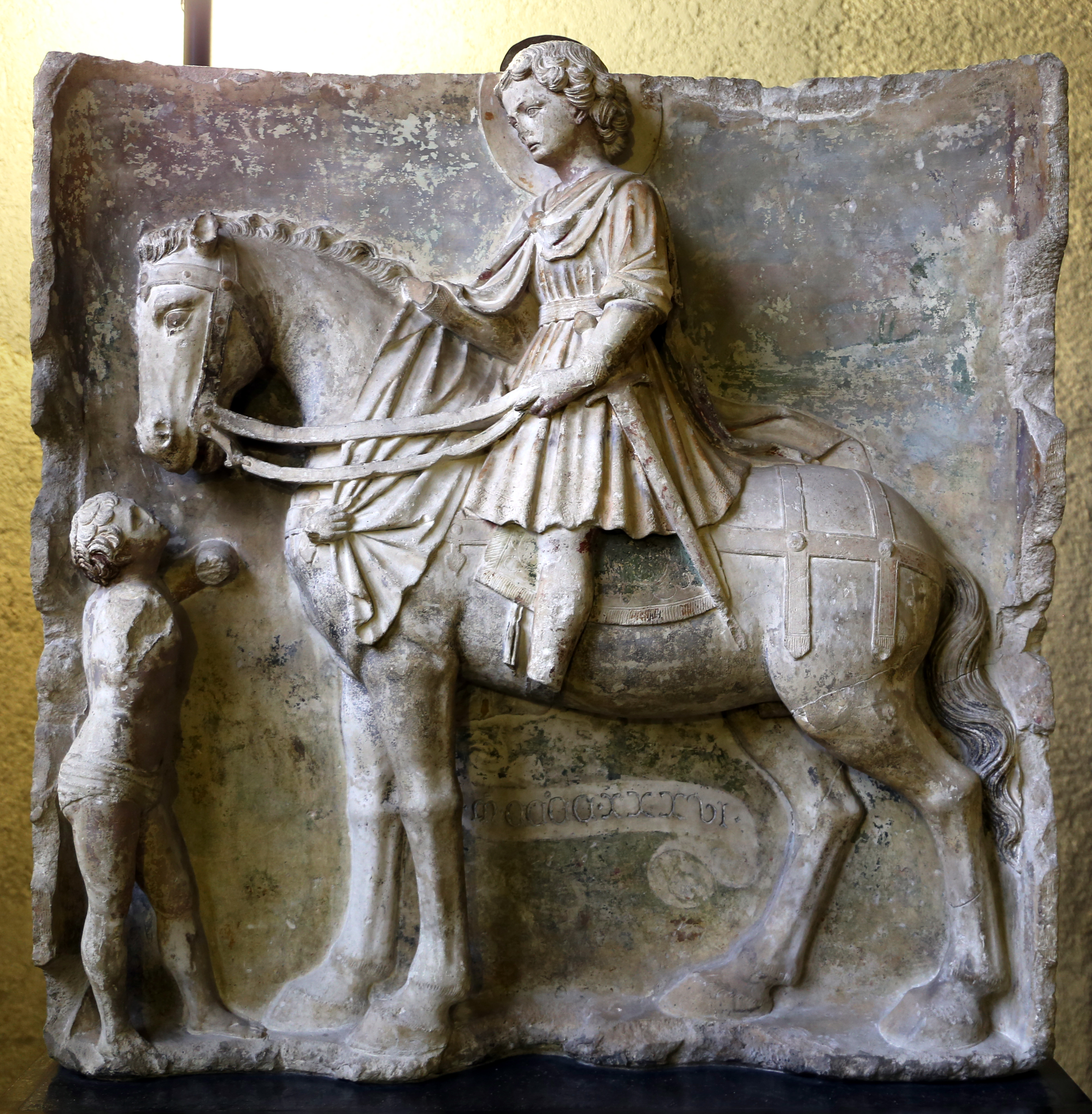
L'elemosina di San Martino, Museo di Castelvecchio, Verona, dal monastero agostiniano di San Martino ad Avesa

- Compianto sul Cristo morto, Chiesa di San Fermo Maggiore, Verona;
- Due pale di altare per la collegiata dei Santi Stefano e Lorenzo di Castiglione Olona (un trittico con le statue della Madonna e dei due diaconi titolari e un'ancona con il Cristo redentore e i dodici apostoli, a rilievo), il tabernacolo eucaristico e il monumento funebre del cardinale;
- Fonte battesimale per il battistero di Castiglione Olona;
- Intero arredo scultoreo della chiesa del Santissimo Corpo di Cristo di Castiglione Olona, detta di Villa;
- Nella chiesa di San Giorgio di Carona, un piccolo fonte battesimale e un altare eucaristico in pietra.

Nella città di Genova:
- Monumento funebre di Francesco Spinola, 1442, oggi nel cortile di palazzo Spinola di Pellicceria a Genova;
- Tabernacolo eucaristico, alto più di sei metri, per la cattedrale di Genova, smembrato;
- Nel palazzo del banchiere Brancaleone Grillo, in vico Mele, il portale marmoreo.